# اتعاظ الحنفاء بأخبار الأئمة الفاطميين الخلفاء
اتعاظ الحنفاء بأخبار الأئمة الفاطميين الخلفاء أو اتعاظ الحنفا بأخبار الأئمة الفاطميين الخلفا هو كتاب تاريخى كتبه المؤرخ المصرى تقى الدين المقريزى عن تاريخ الفاطميين. يعتبر هذا الكتاب أكمل مصدر عن التاريخ الفاطمى. إبتدأ فيه المقريزى بتأريخ أصل الفاطميين ومشكلة نسبهم وقيام دولتهم في المغرب وخلفائها الاربعة هناك. وبعدها تكلم عن دخول الفاطميين مصر وصراعهم مع القرامطة، ثم أرخ لكل خليفة فيهم واحداً تلو الآخر لغاية ما انتهت اليه دولتهم. استوعب المقريزى في هذا الكتاب خلاصة ما ذكره المؤرخون عن الفاطميين في عصره والعصر الذي سبقه. نقل المقريزي في هذا الكتاب من مصادر عدة فُقد بعضها، وكانت هذة المصادر لمؤرخين مثل ابن زولاق والقاضي النعمان وابن الطوير والأمير ابن شداد وأخى محسن وابن المهذب وابن رزاء.

## منهج المقريزي
كان المقريزى في تأريخه عن الفاطميين موضوعى ومحايد وكان مدرك ان المؤرخين التابعين للخلفاء العباسيين المعاديين للفاطميين لم يكونوا منصفين ولا محايدين مثل المؤرخين في مصر. فيقول في الكتاب: «ووجد بنو العباس السبيل إلى الغض منهم (يعنى الفاطميين) لما مكنوا من البغض فيهم وقاسوه من الألم بأخذهم ما كان بأيديهم من ممالك القيروان وديار مصر والشام والحجاز واليمن وبغداد أيضاً، فنفوهم عن الانتساب إلى على بن ابى طالب، بل قالو إنما هم من أولاد اليهود، وتناولت الألسنة ذلك، فملئوا به كتب الأخبار.» وحذر من عملية تزييف تاريخ الفاطميين بقوله «فتفطن رحمك الله إلى أسرار الوجود، وميز الأخبار كتمييزك الجيد من النقود، تعثر إن سلمت من الهوى بالصواب. ومما يدلك على كثرة الحمل عليهم (يعنى الفاطميين) أن الأخبار الشنيعة، لاسيما التي فيها اخراجهم من ملة الإسلام، لا تكاد تجدها إلا في كتب المشارقة من البغداديين والشاميين، كالمنتظم لابن الجوزى، والكامل لابن الأثير، وتاريخ حلب لابن أبى طى، وتاريخ العماد لابن كثير، وكتاب ابن واصل الحموى، وكتاب ابن شداد، وكتاب العماد الأصفهانى، ونحو هؤلاء. أما كتب المصريين الذين اعتنو بتدوين أخبارها فلا تكاد تجد في شئ منها ذلك ألبتة. فحكم العقل، واهزم جيش الهوى، وأعط كل ذى حق حقه.»

## أجزاء الكتاب
ويقع الكتاب في ثلاثة أجزاء، وقام المقريزي بتقسيم فترة حكم كل خليفة إلى سنوات ويتحدث عن كل سنة على حدة:
- الجزء الأول عن ذكر أولاد الإمام علي بن أبي طالب كرم الله وجهه وينتهي بذكر أحداث سنة 886 م.
- الجزء الثاني فيبدأ الحديث عن الحكم بأمر الله أو علي المنصور ويختم بالحديث عن أحداث سنة 487 هجرية.
- الجزء الثالث من عام 487 ه حتى نهاية الدولة الفاطمية.

## تحقيق ونشر الكتاب
حتى اربعينات القرن العشرين لم يكن معروف من كتاب اتعاظ الحنفاء غير نسخه مخطوطه ناقصه في مكتبة توبنجن في ألمانيا، ونشر عنها المستشرق الالمانى بونز كتاب سنة 1909 (طبعة دار الأيتام في القدس) واثبت إن المخطوطه مكتوبة بخط المقريزى نفسه. قام بعدها المؤرخ المصرى جمال الدين الشيال نشر النص في القاهرة سنة 1948 بعد ما صححه بشكل علمى. لاحقا اكتشف المؤرخ والمستشرق كلود كاهن Claude Cahen وجود نسخه كامله من الكتاب موجوده في مكتبة احمد الثالث في استانبول، لكن جمال الدين الشيال بين أن النسخة لم تكن أكثر من سدس الكتاب الكامل واستطاع ان يحصل على النص الكامل ونشر المجلد الأول في القاهرة سنة 1967 لكن وفاته حالت دون نشر الأجزاء الباقية، وتولى بعدها محمد حلمى احمد نشر المجلدين الباقيين في القاهرة سنة 1971 و 1973.